# Kópavogur
Kópavogur è la seconda città islandese per numero di abitanti. Il comune appartiene alla regione capitale di Reykjavík. La città ricoprì un certo ruolo a metà XVII secolo, ma è dal 1900 che iniziò la sua espansione. Il suo stemma contiene il profilo della chiesa Kópavogskirkja e il profilo di una foca, infatti il suo nome significa letteralmente Baia della piccola foca.

## Storia
I primi segni di abitazione risalgono al IX secolo, ma l'urbanizzazione non ebbe luogo che dal XX secolo. Alcuni ritrovamenti archeologici hanno rivelato tracce di fattorie nei quartieri di Vatnsendi, Digranes e Fifuhvammur (anticamente Hvammur), oltre alla rovine di quello che si crede essere l'antico parlamento di Kjalarnesþing, datato al X secolo.  Al 1234 risale la prima concessione scritta di residenza a Vatnsendi, mentre il nome di Kópavogur si ritrova per la prima volta nel 1523.
Durante il dominio danese protrattosi in tutta l'isola dal 1602 al 1787, la città fu scelta nel 1662 dal vescovo Brynjólfur Sveinsson y Árni Oddsson (in rappresentanza del popolo islandese) per firmare un accordo che riconosceva il re di Danimarca come sovrano di tutta l'Islanda.

## Economia
Kópavogur è una città prevalentemente formata da aree residenziali, ma è anche un grosso centro commerciale e industriale: la sua economia infatti è basata principalmente sulle attività portuali, sulla pesca e sulle industrie di materie plastiche e legno.
L'edificio più alto dell'Islanda ha sede a Kópavogur, lo Smáratorg 3.
Qui ha sede la più vasta comunità italiana d'Islanda.

## Società

### Evoluzione demografica
Abitanti censiti (in migliaia)

## Sport
Kópavogur ha squadre di calcio che militano nella Landsbankadeild, la massima serie del campionato di calcio islandese: l'Handknattleiksfélag Kópavogs (più noto come HK Kópavogur) e il Breiðablik Kópavogur (più nota come Breiðablik).
Il Breiðablik Kópavogur ha partecipato anche, nel 1990, all'unica edizione del campionato nazionale di football americano.

## Amministrazione

### Gemellaggi
- Tasiilaq
- Odense
- Mariehamn
- Tampere
- Norrköping
- Klaksvík
- Trondheim
- Nampa
- Wuhan
- Riverton